# Assassinato de Harambe
Em 28 de maio de 2016, um menino de três anos subiu em um recinto de gorila no Jardim Zoológico e Botânico de Cincinnati e foi agarrado e arrastado por Harambe, um gorila-ocidental-das-terras-baixas de dezessete anos. Temendo pela vida do menino, um funcionário do zoológico atirou e matou Harambe. O incidente foi gravado em vídeo e recebeu ampla cobertura e comentários internacionais, incluindo polêmica sobre a escolha do uso de força letal. Vários primatologistas e conservacionistas escreveram mais tarde que o zoológico não tinha outra escolha nas circunstâncias, e que isso destacou o perigo dos animais do zoológico perto dos humanos e a necessidade de melhores padrões de cuidado.

## Contexto
Harambe (/həˈrɑːmbeɪ/) nasceu no Zoológico de Gladys Porter em Brownsville, Texas, em 27 de maio de 1999. Ele foi nomeado por Dan Van Coppenolle, um conselheiro local que venceu num concurso de nomes patrocinado pelo zoológico. Seu nome veio da música "Harambe (Working Together for Freedom)", de Rita Marley, viúva de Bob Marley. Harambee é um termo suaíli para mutirão.
Em 18 de setembro de 2014, Harambe foi transferido para o Zoológico de Cincinnati para aprender o comportamento do gorila adulto e ingressar em um novo grupo social.

## Incidente
Em 28 de maio de 2016, um menino de três anos visitando o Zoológico de Cincinnati caiu no habitat do gorila.
Testemunhas disseram ter ouvido a criança dizer que queria ir para o recinto dos gorilas. O menino então escalou uma cerca de 3 pés de altura (0,91 m), rastejou por 4 pés (1,2 m) de arbustos e então caiu 15 pés (4,6 m) em um fosso de água rasa. Funcionários do zoológico imediatamente sinalizaram para que os três gorilas no habitat voltassem para dentro, e duas fêmeas o fizeram. No entanto, o terceiro gorila, Harambe, desceu até o fosso para encontrar a criança, que espirrou na água.
Nos 10 minutos seguintes, Harambe ficou cada vez mais "agitado e desorientado" pelos gritos dos espectadores. Ele arrastou a criança pela água, ocasionalmente levantando-a quando ela se sentava ou empurrando-a para baixo quando ficava de pé. Harambe exibiu um comportamento de "pavonear-se" — andar por aí com as pernas e os braços rigidamente estendidos para parecer maior — um movimento de blefe, embora com perigo inerente ele deveria jogar ou arrastar o menino com muita força. Harambe então carregou o menino por uma escada para fora do fosso até a terra firme. Temendo pelo bem-estar do menino, os funcionários do zoológico tomaram a decisão de matar o gorila, fazendo-o com um único tiro de rifle. Os bombeiros de Cincinnati disseram que o menino estava entre as pernas de Harambe quando o tiro foi disparado.
Harambe foi morto um dia após seu aniversário de dezessete anos. O menino foi submetido a uma avaliação de trauma e transportado para o Centro Médico do Hospital Infantil de Cincinnati; seus ferimentos não eram fatais.

## Reações

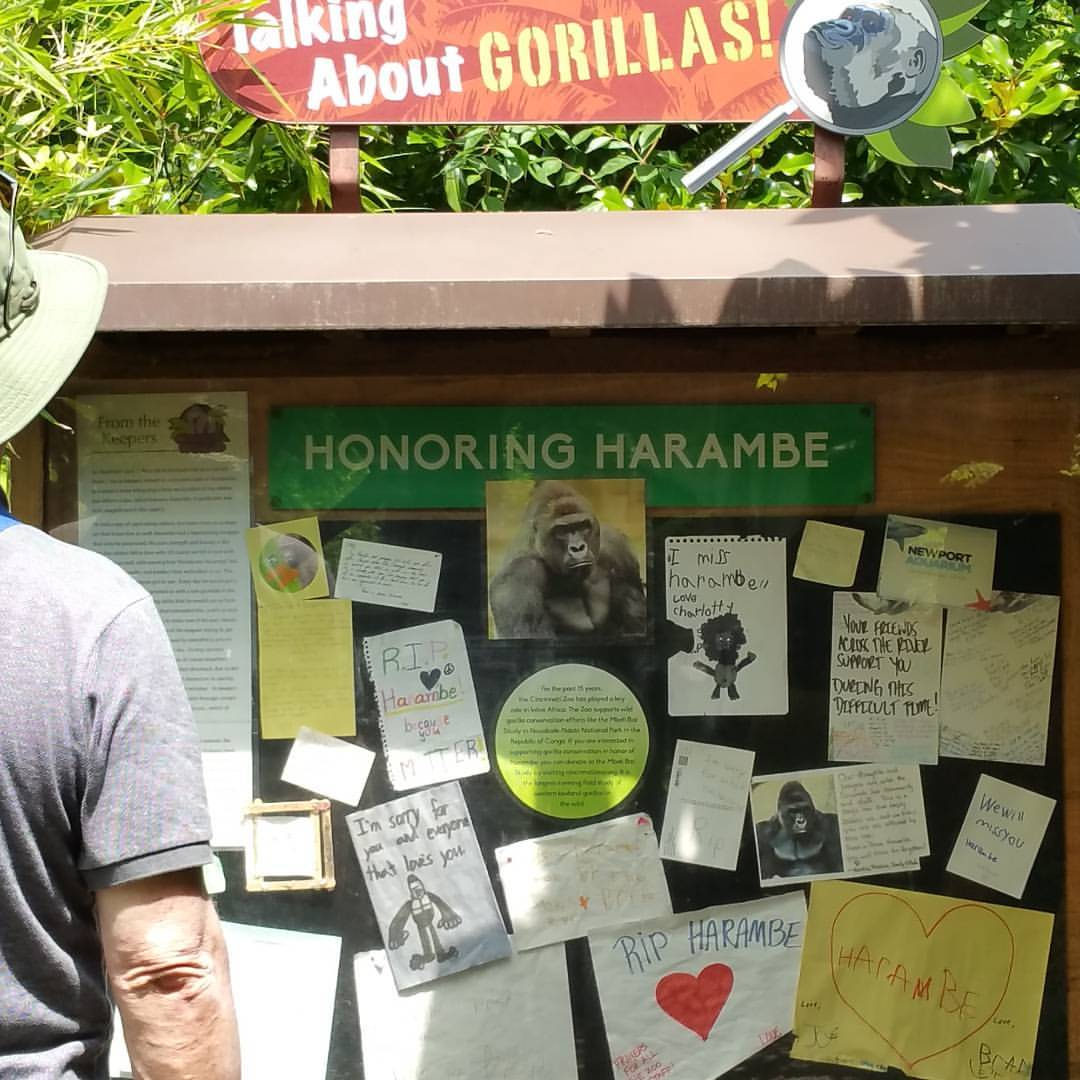
Memorial de Harambe no Zoológico de Cincinatti, 12 de junho de 2016

Este incidente foi registrado em um vídeo dramático por um espectador anônimo e carregado no YouTube, onde se tornou viral, gerando publicidade global e polêmica. Alguns observadores disseram que não estava claro se Harambe provavelmente faria mal à criança. Outros pediram que os pais do menino ou o zoológico fossem responsabilizados pela morte do gorila. O diretor Thane Maynard afirmou: "A criança estava sendo arrastada [...] Sua cabeça estava batendo no concreto. Isso não foi inofensivo. A criança estava em risco".
A polícia investigou possíveis acusações criminais contra os pais, enquanto os pais defenderam as ações do zoológico. A mãe do menino também se tornou alvo de assédio na Internet e nas redes sociais. Em 6 de junho de 2016, o promotor de Ohio, Joe Deters, disse que a mãe não enfrentaria nenhuma acusação de transgressão. O zoológico foi investigado pela Associação de Zoológicos e Aquários (AZA), que define os padrões para zoológicos, e pelo USDA.
Várias vigílias foram realizadas em homenagem à morte de Harambe. Uma vigília à luz de velas foi realizada no Hyde Park, em Londres. Anthony Seta, um ativista dos direitos dos animais, falou em uma vigília no zoológico de Cincinnati, dizendo: "Não estou aqui para decidir o que estava certo e o que era errado, o fato é que um gorila que acabou de comemorar seu aniversário foi morto".
O tiroteio recebeu críticas de várias celebridades de alto nível, incluindo Ricky Gervais, Brian May e Piers Morgan.
O incidente gerou debate entre biólogos e primatologistas sobre se gorilas e outros primatas deveriam ser mantidos em cativeiro. A primatologista Jane Goodall disse que, de acordo com o vídeo, parecia que Harambe estava tentando proteger a criança. Goodall posteriormente emitiu uma explicação mais longa em uma entrevista com o presidente do Fundo Internacional para o Bem-Estar Animal, concluindo que o zoológico não tinha escolha a não ser matar Harambe. Ela escreveu: "Foi horrível para a criança, os pais, Harambe, o zoológico, os tratadores e o público. Mas quando as pessoas entram em contato com animais selvagens, às vezes é necessário tomar decisões de vida ou morte". Goodall disse que enquanto os humanos e animais selvagens forem mantidos próximos aos zoológicos, não há como evitar que acidentes aconteçam, mas ela acredita que os zoológicos "com os mais altos padrões de cuidado" podem desempenhar um papel importante.
O guarda de jardim zoológico Jack Hanna defendeu fortemente as ações do zoológico como a "decisão correta", observando que um dardo tranquilizante pode ter levado cinco ou dez minutos para fazer efeito e pode ter agravado Harambe ainda mais. O primatologista Frans de Waal disse que viu poucas opções para o zoológico: "Um gorila é tão imensamente forte que mesmo com as melhores das intenções — e não temos certeza se Harambe as teve — a morte da criança era um resultado provável".

## Memes
Após a morte, Harambe tornou-se alvo de múltiplos memes virais. Vox escreveu em novembro que Harambe tem um "status inegável como meme do ano de 2016". Como escrito pela revista People, "Harambe continua a viver na mente coletiva da Internet, conseguindo um status de meme venerado". Um dos memes mais difundidos foi notado pelo The Washington Post e pela revista New York, que observou uma proliferação de tributos exagerados e falsos a Harambe. "A ideia é que quanto mais intensa e sincera for a expressão do luto, mais engraçada será a piada". Por exemplo, o meme "Dicks out for Harambe" pode ser visto como uma falsa homenagem a um incidente que normalmente geraria luto sincero. Como Aja Romano da Vox escreveu, "caso você seja um progressista, o meme de Harambe lhe daria a chance de zombar do que você via como uma arenga hipócrita da corrente dominante, evitando questões reais de justiça social; e se você se fosse um conservador, o meme Harambe dava a você a chance de zombar da histeria liberal". Um meme é uma brincadeira com teorias da conspiração, como "Bush did Harambe", uma referência às teorias da conspiração do 11 de setembro. Na Austrália, as pessoas brincaram sobre apoiar o cadáver de Harambe como um candidato inscrito na cédula para as eleições federais. A pesquisa de políticas públicas incluiu Harambe em sua votação para a eleição presidencial dos EUA. Harambe tinha 5% de apoio no final de julho de 2016 (à frente da indicada pelo Partido Verde, Jill Stein) e 2% em agosto de 2016 (empatado com Stein).
O diretor do zoológico de Cincinnati, Thane Maynard, reagiu negativamente: "Não nos divertimos com os memes, petições e sinais sobre Harambe. Nossa família do zoológico ainda está se recuperando e a menção constante de Harambe torna o avanço mais difícil para nós. Estamos honrando Harambe redobrando nossos esforços de conservação do gorila e encorajando outros a se juntar a nós". No final de agosto, o zoológico excluiu sua conta do Twitter após ser alvo diário de trols que mencionavam Harambe. O zoológico retomou sua conta após dois meses.

### Cultura popular
A Otaku Gang lançou um jogo de luta parodiado para computador conhecido como Harambe vs. Capcom, com Harambe ser capaz de lutar personagens da franquia Street Fighter, da Capcom. O jogo em si é um fullgame de M.U.G.E.N, um jogo de luta personalizável.
Os rappers americanos Young Thug e Dumbfoundead lançaram canções intituladas "Harambe". O primeiro fez isso em seu álbum Jeffery, cada faixa com o nome de um de seus "ídolos", embora a letra não faça referência ao gorila; este último compara o destino do macaco à violência de gangues e à brutalidade policial. O produtor canadense de dubstep Excision incluiu uma canção intitulada "Harambe" em seu álbum de 2016, Virus. Em 30 de março de 2019, o CEO da Tesla, Inc., Elon Musk lançou uma canção rap surpresa de dois minutos intitulada "RIP Harambe", em seu SoundCloud. A faixa foi tocada e escrita por Yung Jake, junto com Caroline Polachek e a produção de BloodPop. A revista Rolling Stone chamou a faixa de "um tributo animado a Harambe".
Em concursos de nomenclatura para bebês gorilas recém-nascidos, um adolescente fez uma petição para que o Zoológico de Dublin chamasse um bebê gorila recém-nascido de "Harambe Jr." ("Harambetta" se fosse mulher) depois que o Zoológico de Dublin anunciou o bebê gorila recém-nascido por tweet.
Em 16 de junho de 2017, o site de notícias de sátira The Onion apresentou um artigo sobre o lutador profissional Big Show sendo morto pela WWE depois que um menino de sete anos entrou em uma gaiola de aço durante um evento ao vivo em Indianápolis.

## Desenvolvimentos posteriores
Em setembro de 2017, o zoológico adicionou Mshindi, um gorila de planície ocidental macho de 29 anos transferido do Zoológico de Louisville. Ele se juntou às mulheres Chewie, 21, e Mara, 22, que estavam presentes no dia do assassinato. Ao mesmo tempo, o zoológico criou um novo habitat interno onde o público podia ver os gorilas com segurança durante todo o ano por trás de um vidro de segurança.